# Maud Green

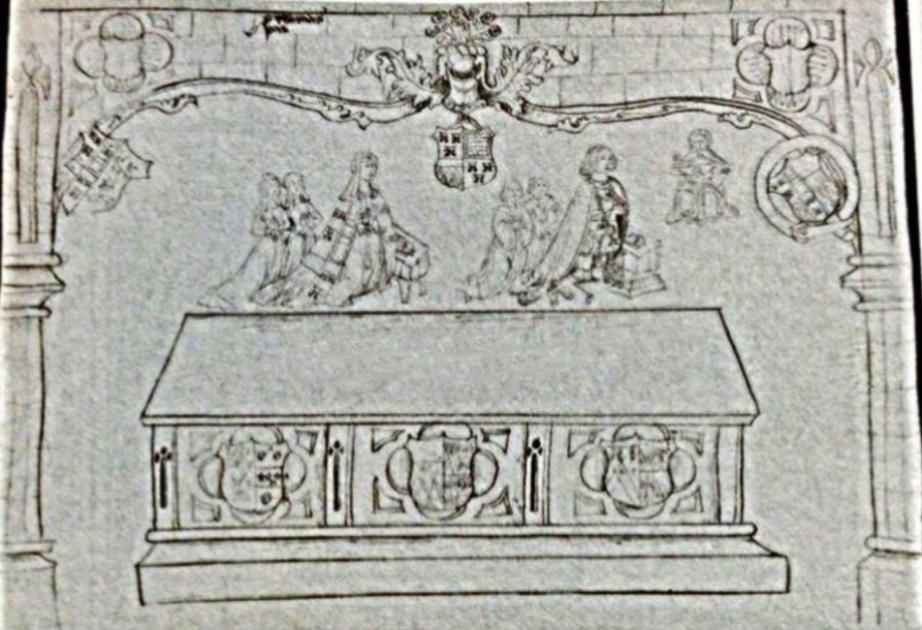
Dessin de la tombe des Parr, représentant Maud Green, son mari et leurs enfants agenouillés à l'église Sainte-Anne, Blackfriars, à Londres.

Maud Green, Lady Parr (6 avril 1490/92 - 1er décembre 1531)  est une courtisane anglaise, mère de Catherine Parr, la sixième épouse du roi Henri VIII d'Angleterre. Maud Parr est une amie et une dame d'honneur de Catherine d'Aragon. Elle est également cohéritière de son père, Sir Thomas Green de Green's Norton dans le Northamptonshire avec sa sœur Anne, Lady Vaux.

## Biographie
Maud est née le 6 avril 1490, ou, 1492 dans le Northamptonshire, elle est la fille de Sir Thomas Green, de Green's Norton et de Joan Fogge, fille de Sir John Fogge (en) qui était lui-même Treasurer of the Household d'Édouard IV. L'historienne Susan E. James la décrit comme passionnée, déterminée, dotée d'un fort désir d'apprendre et d'une grande confiance en elle, qualités plutôt rares pour une femme de son époque.
La mère de Maud décède alors qu'elle n'est encore qu'un bébé ; son père, sheriff de Northamptonshire et Chevalier du corps du roi, meurt à la tour de Londres en 1506, emprisonné pour une affaire de trahison inventée de toutes pièces. Maud n'a alors que 14 ans ; elle hérite, avec sa sœur Anne, des vastes domaines de ses parents. À l'époque, la tutelle des héritiers orphelins était vendue pour la Couronne au plus proche parent, ou au plus offrant, par la Cour des pupilles et des livrées (en),. Dans l'année qui suit le décès de Thomas Green, Sir Thomas Parr achète la tutelle de Maud Green et l'épouse en 1508, il a presque deux fois son âge. Son beau père, Nicholas Vaux (en), en fait autant en épousant  sa sœur Anne.
Maud devient dame d'honneur de Catherine d'Aragon, première épouse du roi Henri VIII, peu après le 11 juin 1509. En 1512, elle donne à sa première fille le prénom de Catherine en l'honneur de la reine ; Catherine d'Aragon devient d'ailleurs probablement la marraine cette petite fille destinée à lui succéder sur le trône d'Angleterre une trentaine d'années plus tard.
En tant que dame de compagnie, Maud accompagne la reine à la rencontre du Camp du Drap d'Or et autres évènements officiels. À la suite du décès de son mari en 1517, elle reste, avec ses trois enfants, en résidence permanente à la cour où elle a la jouissance de ses propres appartements jusqu'à sa mort en 1529. Après la mort de son époux, Maud trouve un soutien majeur en la personne de Cuthbert Tunstall, un proche de Thomas Parr, qui était alors Master of the Rolls et l'une des personnalités les plus en vue à la cour, appelé à devenir évêque de Durham et Président du conseil du Nord.
Maud est une femme intelligente et instruite qui parle couramment le français et probablement le latin ; elle se voit confier par la reine la supervision de l'enseignement et de l'éducation des enfants du roi et de ses proches, parmi lesquels se trouvent ses propres enfants, Catherine, William et Anne. On peut penser que c'est là que Catherine Parr se lie d'amitié avec certains des futurs membres du cercle privé qu'elle constituera lorsqu'elle deviendra reine à son tour.

## Mariage et descendance
En 1508, Maud épouse Sir Thomas Parr, fils aîné de Sir William Parr et Elizabeth FitzHugh. Il est shérif du Northamptonshire, maître des quartiers et contrôleur du roi. Bien que Thomas Parr ait hérité de propriétés dans le nord, notamment le château de Kendal à Westmorland, les Parr résident à Parr House, située sur le Strand à Londres. Le Château de Kendal, qui est en piteux état, finit par être abandonné en 1572. Thomas et Maud qui sont tous deux courtisans, préfèrent rester proches de la cour.
Thomas Parr meurt de la suette le 11 novembre 1517 laissant sa femme veuve à l'âge de 25 ans. Maud choisit de ne pas se remarier de peur de mettre en péril l'héritage considérable qu’elle détient en fiducie pour ses enfants. Elle supervise avec soin l'éducation et l'avenir de ses enfants et commence à étudier les perspectives de mariage de Catherine alors que celle-ci n'a encore que 9 ans. Pour ce faire, Maud demande l'aide de son cousin par alliance Thomas Dacre, 2nd Baron Dacre, pour négocier les conditions d'un éventuel mariage entre Catherine et Henry le Scrope, fils et héritier de Henry Scrope, 7e baron Scrope de Bolton. Le mariage n'a pas lieu mais l'échange épistolaire entre Maud et Thomas Dacre subsiste encore aujourd'hui. Maud parvient quelques années plus tard à faire admettre sa fille Anne comme demoiselle d’honneur de Catherine d'Aragon, position qu'elle conservera auprès des six épouses successives d'Henry VIII.
Avant la naissance de Catherine, Maud donne naissance à un fils peu après son mariage avec Sir Thomas mais le bébé, dont le nom n'est pas connu, meurt rapidement. Après la naissance de leur troisième enfant, Anne, Maud tombe de nouveau enceinte vers 1517 mais il n'est jamais fait mention de cet enfant par la suite ; il s'agit donc probablement d'une fausse couche, ou d'une mort précoce.
Enfants survivant de Maud Green et Thomas Parr :
- Catherine Parr qui a épousé successivement :
  - Sir Edward Burgh, en 1529 à Gainsborough, Lincolnshire, Angleterre[19].
  - John Neville, 3e baron Latimer, en 1534 à Londres, Middlesex, Angleterre[19].
  - Henri VIII, le 12 juillet 1543, au palais de Hampton Court, dans le cabinet privé de la reine[20].
  - Thomas Seymour, 1er baron Seymour de Sudeley, né à la fin du printemps 1547 avec qui elle a une fille : Lady Mary.
- William Parr, 1er marquis de Northampton, 1er comte d'Essex ( - octobre 1571), sans enfants, bien qu'il épouse successivement : 
  - Anne Bourchier, 7e baronne Bourchier en 1527.
  - Elisabeth Brooke
  - Helena Snakenborg
- Anne Parr, comtesse de Pembroke (15 juin 1515 - 20 février 1552), mariée en 1538 à William Herbert, 1er comte de Pembroke[21], avec qui elle a deux fils et une fille : Henry Herbert, 2e comte de Pembroke ( c. 1539 ), Sir Edward Herbert (1547-1595) et Lady Anne Herbert (1550-1592).

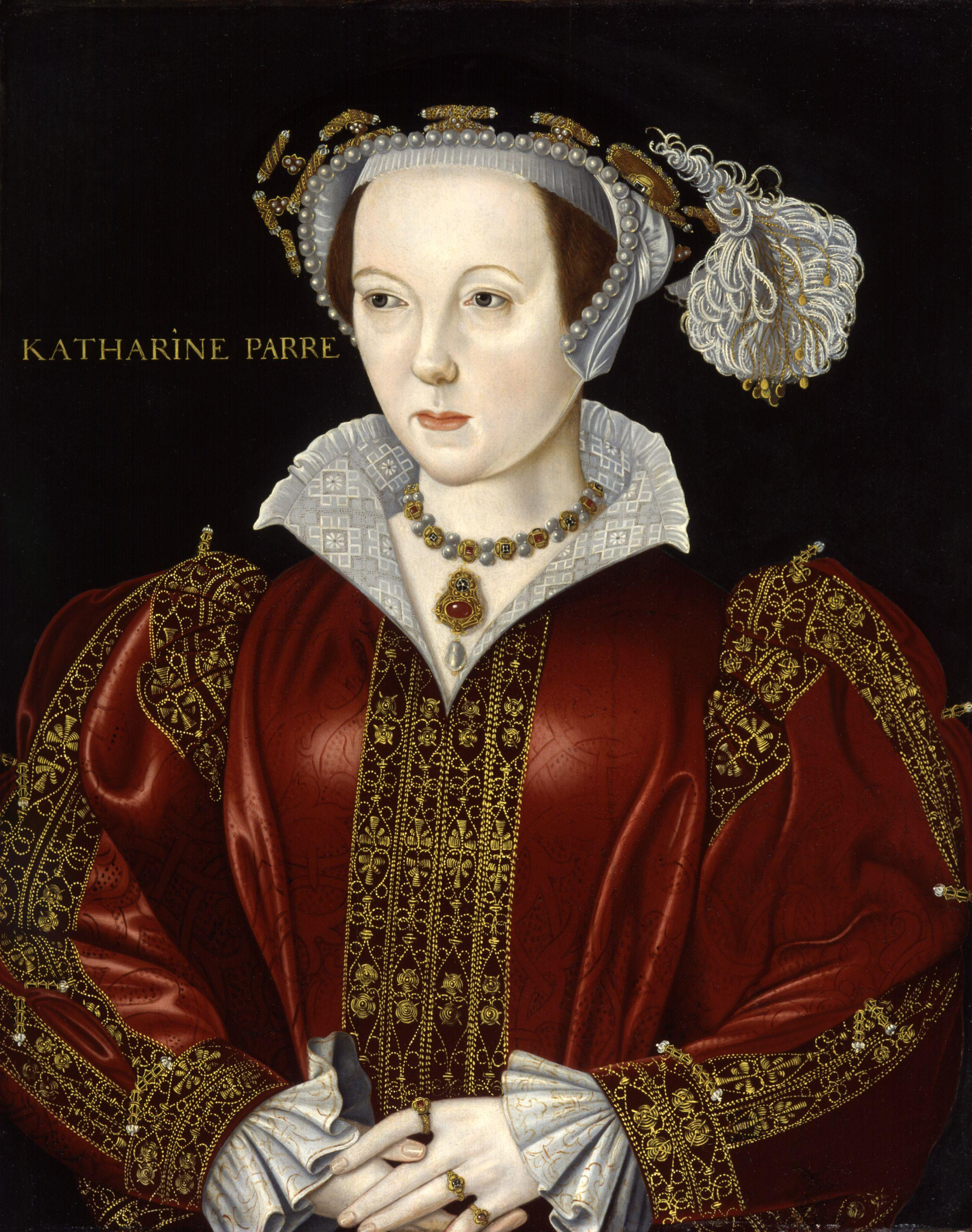
Catherine Parr, sixième épouse d'Henri VIII
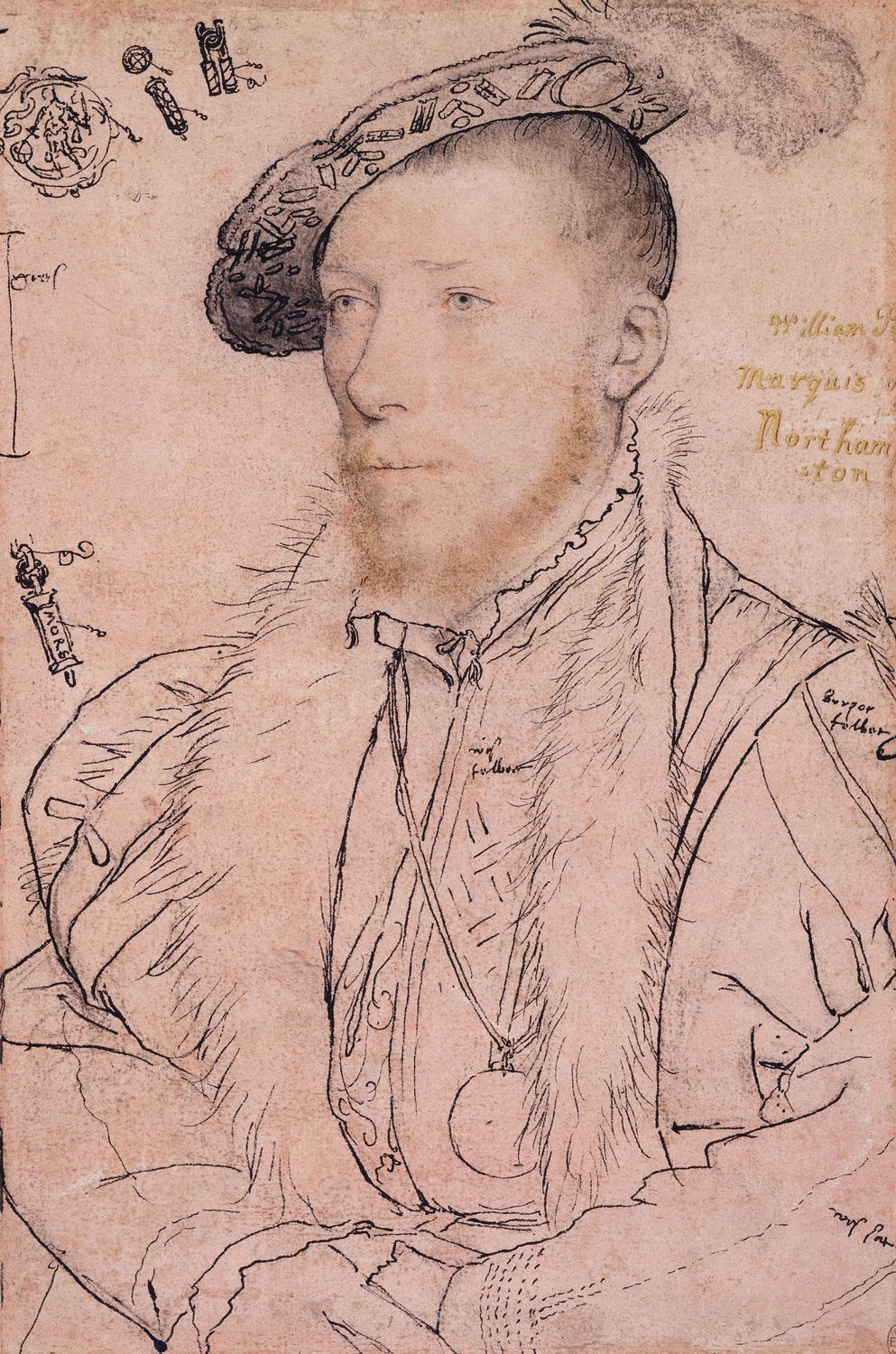
William Parr
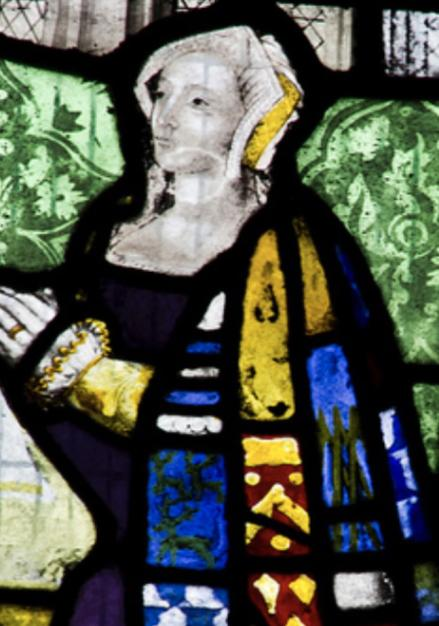
Anne Parr, comtesse de Pembroke

## Décès
Maud est décédée le 1er décembre 1531. Elle est enterrée dans l'église Sainte-Anne, Blackfriars à Londres, au côté de son mari. Dans son testament, elle laisse à sa fille Catherine un pendentif chiffré en forme de « M ».